# Team Gunston
Team Gunston var ett sydafrikanskt privat formel 1-stall som tävlade under slutet av 1960-talet och första halvan av 1970-talet. Stallet deltog endast i Sydafrikas Grand Prix.

## F1-säsonger
| Säsong | Tävlingsnamn | Bil           | Motor                    | Däck | Poäng | VM-plac. | Förare 1      | Förare 2         |
| ------ | ------------ | ------------- | ------------------------ | ---- | ----- | -------- | ------------- | ---------------- |
| 1968   | Team Gunston | Brabham BT20  | Repco 3.0 V8             | -    | 0     | (8:a)    | John Love     |                  |
| 1968   | Team Gunston | LDS Mk3B      | Repco 3.0 V8             | -    | 0     | (11:a)   |               | Sam Tingle       |
| 1969   | Team Gunston | Lotus 49      | Ford Cosworth DFV 3.0 V8 | D    | 0     | (3:a)    | John Love     |                  |
| 1969   | Team Gunston | Brabham BT24  | Repco 3.0 V8             | F    | 0     | (7:a)    |               | Sam Tingle       |
| 1970   | Team Gunston | Lotus 49      | Ford Cosworth DFV 3.0 V8 | -    | 0     | (1:a)    | John Love     |                  |
| 1970   | Team Gunston | Brabham BT26  | Ford Cosworth DFV 3.0 V8 | G    | 0     | (4:a)    |               | Peter de Klerk   |
| 1971   | Team Gunston | March 701     | Ford Cosworth DFV 3.0 V8 | -    | 0     | (3:a)    | John Love     |                  |
| 1971   | Team Gunston | Brabham BT26A | Ford Cosworth DFV 3.0 V8 | -    | 0     | (9:a)    |               | Jackie Pretorius |
| 1972   | Team Gunston | Surtees TS9   | Ford Cosworth DFV 3.0 V8 | -    | 0     | (5:a)    | John Love     | William Ferguson |
| 1972   | Team Gunston | Brabham BT33  | Ford Cosworth DFV 3.0 V8 | -    | 0     | (9:a)    |               | William Ferguson |
| 1974   | Team Gunston | Lotus 72E     | Ford Cosworth DFV 3.0 V8 | F    | 0     | (4:a)    | Ian Scheckter | Paddy Driver     |
| 1975   | Team Gunston | Lotus 72D     | Ford Cosworth DFV 3.0 V8 | G    | 0     | (7:a)    | Eddie Keizan  | Guy Tunmer       |